# Felix Heuberger
Felix Heuberger (* 7. März 1888 in Wien; † 25. Jänner 1968 in Hall in Tirol) war ein österreichischer Maler, Radierer und Ingenieur.

## Leben
Felix Heuberger wurde als zweiter Sohn des österreichischen Komponisten und Musikschriftstellers Richard Heuberger und dessen Frau Johanna Herr geboren. Seine beiden Geschwister waren der ältere Bruder Richard und die jüngere Grete.
Bereits in Kindertagen verbrachten seine Familie und er die Sommerferien oft im alpinen Raum, wo er seine Liebe zu den Bergen und der Natur entdeckte.
Während seines Studiums an der Technischen Hochschule in Wien lernte er seine spätere Frau Christine Clanner von Engelshofen kennen, die er kurz vor dem Ende des Ersten Weltkriegs heiratete. Diesen erlebte er als Kavallerieoffizier an der Süd- und Ostfront.
Für seine Tätigkeit als Ingenieur konnte er nie wirklich Begeisterung aufbringen und so konzentrierte er sich mehr und mehr auf die Malerei.
Die zwei ersten Bilder, die er für gelungen hielt, reichte er 1919 im Wiener Künstlerhaus ein, wo beide Gemälde gute Kritik erhielten, angekauft und ein weiteres in Auftrag gegeben wurde.